# Roland Goriupp
Roland Goriupp (* 24. April 1971 in Graz) ist ein ehemaliger österreichischer Fußballspieler und aktueller -trainer. 

## Sportliche Karriere
Roland Goriupp begann seine Karriere beim Grazer AK (GAK), wo er ab der U-8-Mannschaft sämtliche Nachwuchsstationen durchlief. Als Ende März 1989 die beiden Stammtorhüter der Grazer aufgrund von Verletzungen ausfielen, kam Goriupp als 17-Jähriger zu seinem ersten 
Bundesliga-Einsatz gegen den SK Rapid Wien. Nachdem die arrivierten Torwarte zurückkehrten, musste Goriupp wieder in die 
U21-Mannschaft und absolvierte so für seinen Stammverein insgesamt acht Bundesligaspiele in der höchsten österreichischen Spielklasse.
Nach dem Abstieg des GAK in die zweithöchste Liga 1989/90 wurde Goriupp schnell zum neuen Stammtormann. Als der Verein im Frühjahr 1993 jedoch im Aufstiegs-Playoff knapp am Wiederaufstieg scheiterte, entschied sich der junge Torwart für einen Wechsel in die oberste Spielklasse zum Lokalrivalen SK Sturm Graz, wo er 1996 und 1997 Cupsieger wurde. Ebenso kam der Grazer in der Meistersaison 1997/98 des SK Sturm zum Einsatz. 
Zur Saison 1998/99 wechselte der Torwart von Sturm zum DSV Leoben in die zweithöchste Spielklasse Österreichs.
Im Jahr 2001 erfolgte dann der Wechsel zum gerade in die höchste Spielklasse aufgestiegenen FC Kärnten. Mit den 
Klagenfurtern gelang ihm sofort im 1. Pflichtspiel der Sieg im österreichischen Supercup (10:9 im Elfmeterschießen nach 0:0 in der regulären Spielzeit gegen den BL-Meister FC Tirol Innsbruck).
In Kärnten war er bis 2004 Stammtorhüter, bevor er vom Kroaten Pavlovic als Einsertorwart abgelöst wurde. Nachdem der FC Kärnten in dieser Saison abgestiegen war, spielte Goriupp noch ein Jahr als Ersatztormann in Klagenfurt. In der Saison 2005/06 wechselte er zum drittklassigen Regionalligisten SK St. Andrä. 
Im Juni 2008 beendete Roland Goriupp seine aktive Profi-Karriere und eröffnete mit Unterstützung des Steirischen Fußballverbandes in Graz die Steirische Tormannakademie. Gleichzeitig übernahm er bis 2009 die vakante Position des Tormanntrainers bei seinem Stammklub GAK.
Seit 2009 ist Roland Goriupp ÖFB-Diplom-Tormanntrainer, zur Zeit Tormanntrainer beim ÖFB-U21-Nationalteam und seit 2012 Tormann-Ausbildungsleiter beim Österreichischen Bundesligisten SK Sturm Graz. Roland Goriupp wird Leiter der Tormanntrainerausbildung.

## Nationalteam
Trotz etlicher Einsätze im U21-Team und mehrmaligen A-Team-Nominierungen kam Roland Goriupp nur einmal, bei der 2:6-Niederlage gegen Deutschland in Leverkusen, im ÖFB-Team aktiv zum Einsatz.

## Beruflicher Werdegang
Roland Goriupp startete seine unternehmerischen Tätigkeiten im Jahr 2005 als Mitbegründer der Werbeartikel-Agentur Proad GmbH.
Weitere berufliche Erfahrungen sammelte er als Geschäftsführer der Keepersport Marketing GmbH, als Projektleiter der Kraftwerk GmbH und als Fitness- und Motivationstrainer.
Seit 2013 ist Roland Goriupp als Projektleiter der Fa. Anton Paar GmbH für die Entwicklung des weltweit 1. ganzheitlichen Fußballtrainings-Simulators skills.lab verantwortlich.

## Belege und Anmerkungen
1. 1 2  Nur Bundesligaeinsätze
2. ↑  ÖFB-Tormanntraining neu strukturiert (Seite nicht mehr abrufbar, festgestellt im Januar 2023. Suche in Webarchiven)  Info: Der Link wurde automatisch als defekt markiert. Bitte prüfe den Link gemäß Anleitung und entferne dann diesen Hinweis. auf oefb.at vom 25. August 2018, abgerufen am 25. August 2018.

| Personendaten    | Personendaten                   |
| ---------------- | ------------------------------- |
| NAME             | Goriupp, Roland                 |
| KURZBESCHREIBUNG | österreichischer Fußballspieler |
| GEBURTSDATUM     | 24. April 1971                  |
| GEBURTSORT       | Graz, Österreich                |